# Сэдлер, Уильям Сэмуэль
Уи́льям Сэ́муэль Сэ́длер (англ. William Samuel Sadler; 24 июня 1875 — 26 апреля 1969 гг.) — американский психиатр и общественный деятель, член Американской ассоциации психиатрии (APA), член Американской ассоциации содействия развитию науки (AAAS), профессор Теологической семинарии Маккормика.

## Биография
Уильям Сэдлер родился в небогатой семье. Его отец, Сэмуэль Сэдлер, продавал Библию. В 1889 году уже в 14 лет Уильям начал работать в Санатории Келлогга в Батл-Крик. В 1906 году получил высшее образование на медицинском факультете. Чуть позже он начинает практиковать в Чикаго. Ещё через несколько лет Уильям становится специалистом по психиатрии и начинает научную деятельность, которую будет вести до конца жизни. Доктор Сэдлер занимается преподавательской деятельностью, пишет книги о здоровье и психиатрии. 
В 1912—1969 годах возглавлял так называемую «контактную группу» и другие организации, связанные с появлением Книги Урантии.
Скончался в Чикаго 26 апреля 1969 года.